# 卡洛三世 (那不勒斯)

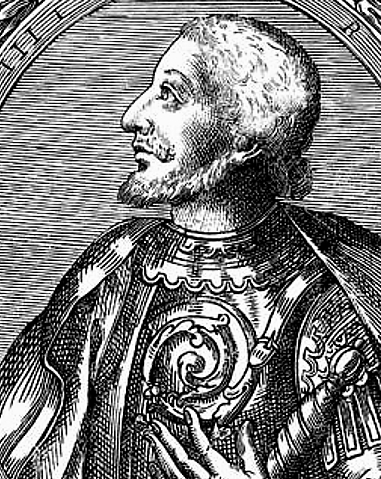
卡洛三世

卡洛三世（1345年—1386年2月24日），又叫杜拉佐的查理，安茹王朝的那不勒斯國王（1382年－1386年）、匈牙利國王（稱查理二世，1385年－1386年）及自稱的耶路撒冷國王（1382年－1386年）。1383年，他更繼承了亞蓋亞大公國。卡洛三世是杜拉佐路易吉的兒子，匈牙利國王拉約什一世及那不勒斯女王喬萬娜一世的堂弟。

## 早年
喬萬娜一世的第一任丈夫卡拉布里亞公爵安德烈（匈牙利國王查理一世第四子）於1345年在阿韋爾薩的一次狩獵中被謀殺，匈牙利人公開指控她謀殺安德烈。安德烈之死引起了其兄拉約什一世的仇恨並導致了後者對那不勒斯的入侵。拉約什一世於1348年一度攻占那不勒斯，杀了卡洛的同名伯父，囚禁了卡洛的父親杜拉佐的路易吉，之後卡洛被喬萬娜一世所收養。杜拉佐的路易吉於1352年獲得自由之後，就不斷策畫推翻喬萬娜一世的叛變，最終在1360年被當時喬萬娜的丈夫──塔蘭托的路易吉給擄獲並囚禁，於1362年被喬萬娜下令毒死。乔万娜下令仍以王室待遇对待卡洛。
1365年，教皇要求拉約什一世照顧卡洛後，卡洛自此在拉約什一世的宮廷中受教育。拉约什一世最初为卡洛和神圣罗马帝国皇帝卡尔四世的女儿安妮定下婚约，但因为拉约什一世和卡尔四世的关系恶化，婚约谈判中断。1369年，卡洛與伯父之女瑪格麗塔（喬萬娜一世妹妹瑪麗亞的女兒）結婚，因而成為那不勒斯王位繼承人。
在西方教會大分裂期間，喬萬娜支持阿維尼翁教皇，與法國結盟，並收養法國國王約翰二世的次子安茹公爵路易一世為繼承人。法國和對立教皇克萊芒七世希望一旦教皇之爭必須靠武力解決，那不勒斯能在意大利給他們一個立足之地。1380年4月，教皇乌尔巴诺六世出於報復，宣布喬萬娜為異端者，將她的王國作為教皇采地沒收並將其贈予她的甥婿和繼承人卡洛。作為回應，喬萬娜將卡洛的王位繼承權轉讓給她的養子路易一世。但由於路易的兄長法國國王查理五世剛剛去世，路易不能離開法國，這反而給了卡洛有可乘之機。

## 統治期間
1381年6月，烏爾班六世承認卡洛為那不勒斯國王，稱號卡洛三世。在匈牙利支持下，卡洛三世進軍那不勒斯，而那裡只有喬萬娜能召集到的極少數軍隊，由她的第四任丈夫奧托（1376年結婚）統領。卡洛在阿納尼擊敗奧托，越過了阿韋爾薩的防線，於7月26日進入那不勒斯，並將喬萬娜圍困在蛋堡。8月末，奧托試圖解救喬萬娜，遭到慘敗並被俘虜。喬萬娜被迫投降，被囚禁在穆羅·盧卡諾附近的聖費萊城堡。
懾於路易被對立教皇克萊芒七世加冕和路易的軍力，1382年7月27日，卡洛殺害了56歲的喬萬娜。作為對安德烈被謀殺的報復，她被枕頭悶死。她的屍體被帶回那不勒斯，暴屍數日後被扔進聖基亞拉教堂的一口深井。卡洛三世正式成為那不勒斯國王。

### 那不勒斯戰爭
1381年喬萬娜被囚後，法國幼王查理六世的叔父兼攝政──路易親王試圖派兵營救喬萬娜，但喬萬娜卻已被卡洛三世殺死。於是在1382年，路易藉由摄政期间获取的鉅額金钱，並在对立教宗、法国、米兰的贝尔纳博·维斯康蒂、萨伏伊的阿梅迪奥六世等的支持下，发起了遠征行動，要从卡洛三世手中夺取那不勒斯王位。
此次远征的军队大约有4万，但并不成功。卡洛倚仗约翰·霍克伍德和巴尔托洛梅奥·德阿尔维阿诺的14,000雇佣军，将法军从那不勒斯转移到王国的其他地区，并用游击战术骚扰之。1383年3月1日萨伏伊国王阿梅迪奥六世在莫利塞驾崩后，他的军队开了小差。路易转而向侄子法国国王求助，后者派出一支由库锡的安盖兰率领的军队，后者攻占了阿雷佐，侵入那不勒斯，但却在半途得知路易已于1384年9月20日在比谢列突然去世。于是库锡勋爵很快把阿雷佐卖给佛罗伦萨后班师回国。於是卡洛三世獲得明顯的勝利。

### 繼承匈牙利王位
1382年，匈牙利國王拉約什一世逝世，其女兒瑪麗亞一世繼承王位。1385年12月，克羅地亞貴族擁立卡洛為匈牙利國王，瑪麗亞被逼遜位，夫婿西吉斯蒙德逃回他所屬的神聖羅馬帝國。
1386年2月7日，瑪麗亞母后波斯尼亞的伊莉莎白策劃刺殺卡洛三世，卡洛三世終於在2月24日不治。瑪麗亞在其後的內戰中打敗擁護卡洛三世的貴族，於1387年復位。卡洛三世的兒子拉迪斯勞只能繼承那不勒斯王位。卡洛的大女兒後來又在拉迪斯勞於1414年過世後繼承王位为喬萬娜二世。